# Trường Minh
Trường Minh là một xã thuộc huyện Nông Cống, tỉnh Thanh Hóa, Việt Nam.
Xã có diện tích 7,14 km², dân số năm 1999 là 4397 người, mật độ dân số đạt 616 người/km². Đây là địa phương có tuyến Đường cao tốc Quốc lộ 45 – Nghi Sơn đi qua đang được xây dựng.